# Methyl
Methyl (eller metyl (RO)) er kemisk set et alkyl med formlen:
-CH3
I kemiske formler forkortes den undertiden Me. Denne kulbrinteenhed findes i mange organiske forbindelser, som f.eks. i biodiesel, hvor det findes som methylester.